# Waleri Wladimirowitsch Walynin

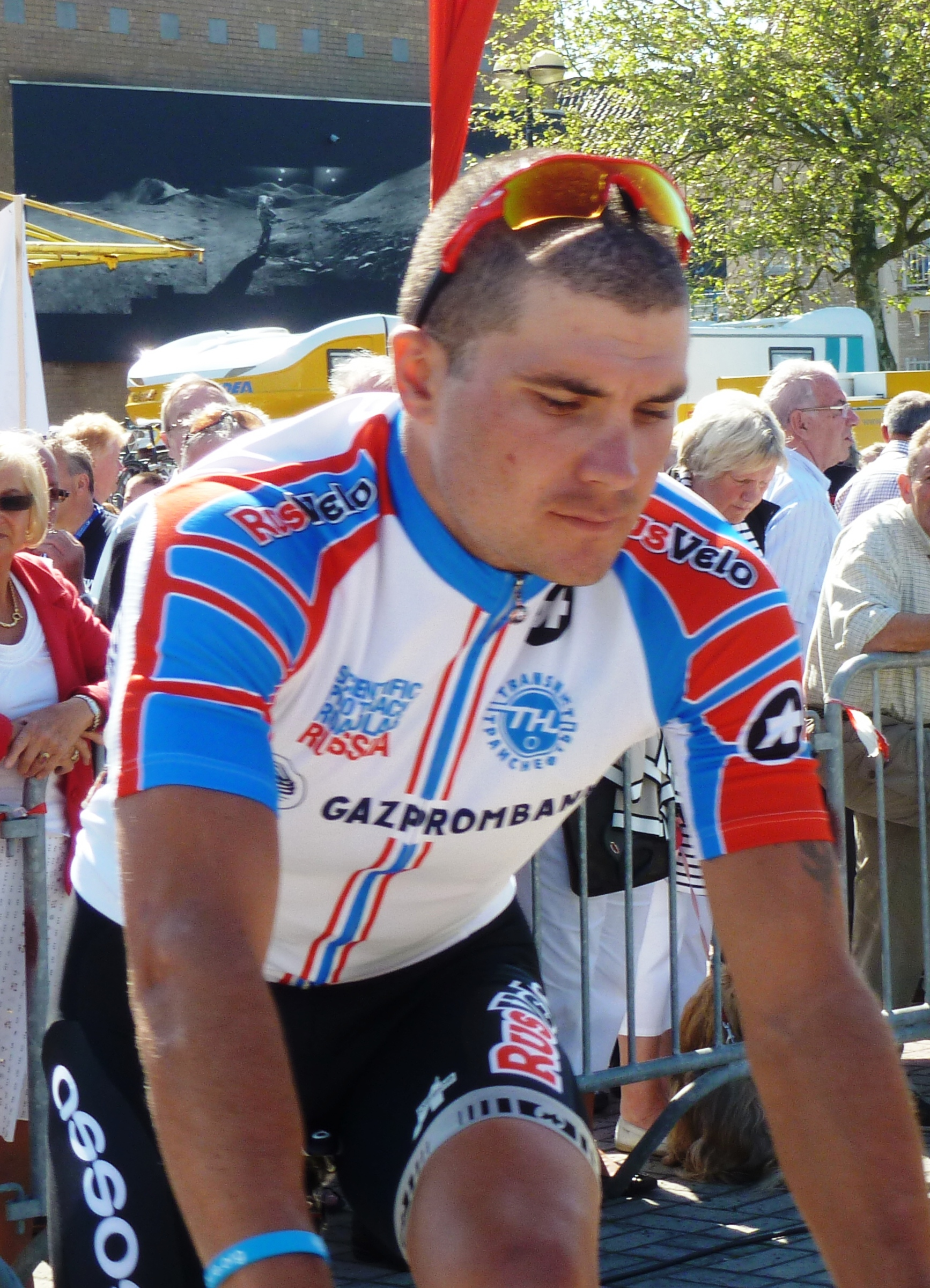
Waleri Walynin

Waleri Wladimirowitsch Walynin (russ. Валерий Владимирович Валынин; * 10. Dezember 1986 in Krasnodar) ist ein ehemaliger russischer Radrennfahrer.
Walynin war vornehmlich auf der Bahn erfolgreich. Er wurde im Jahr 2005 mit dem russischen Team U23-Europameister in der Mannschaftsverfolgung und gewann 2006 und 2007 jeweils die Silbermedaille in dieser Disziplin. Im Bahnrad-Weltcup 2006/07-Lauf in Los Angeles platzierte er sich in der Einerverfolgung und mit seinem Team in der Mannschaftsverfolgung jeweils als Dritter.
Auf der Straße gewann Walynin 2007 eine Etappe der Five Rings of Moscow.

## Erfolge
2005
- Europameister – Mannschaftsverfolgung (U23)

2006
- Europameisterschaft – Mannschaftsverfolgung (U23)

2007
- eine Etappe Five Rings of Moscow

2008
- Europameisterschaft – Mannschaftsverfolgung (U23)

## Teams
- 2006 Omnibike Dynamo Moscow
- 2007 Moscow Stars
- 2008 Katyusha (ab 20.07.)
- 2009 Moscow

- 2012 RusVelo